# ReferNet
Das ReferNet ist ein strukturiertes, dezentrales System zur Erfassung und Verbreitung von Daten und Informationen über aktuelle Entwicklungen in der Berufsbildung, Berufsbildungsforschung und verwandte Themen in Europa, dem Vereinigten Königreich, Norwegen und Island.
Die europäischen Berufsbildungssysteme unterscheiden sich zum Teil erheblich hinsichtlich ihrer Struktur, Steuerung und gesellschaftlichen Bedeutung. Gerade wegen der Unterschiede der Berufsbildungssysteme ist es wichtig, durch vergleichende Einblicke in die Vielfalt der Berufsbildungssysteme und einen kontinuierlichen Informationsaustausch zwischen den europäischen Ländern Transparenz zu schaffen. Dies ist Aufgabe des europäischen Referenznetzwerks für Fachwissen und Expertise (ReferNet).
ReferNet bereitet Informationen und Daten zu den jeweiligen Berufsbildungssystemen für nationale und europäische Akteure in Politik, Forschung und Fachöffentlichkeit auf, veröffentlicht regelmäßig Länderberichten oder Online-Tools dazu und integriert diese Daten und Informationen in das europäische Monitoring von Initiativen und Prozessen.

## CEDEFOP
Koordinator des Netzwerks ReferNet ist das CEDEFOP (= Centre Européen pour le Développement de la Formation Professionelle), das 2002 damit begonnen hat, das europäische Referenz- und Fachnetzwerk der Berufsbildung aufzubauen, um der wachsenden Nachfrage nach Informationen zu entsprechen und Vergleiche zwischen den Entwicklungen und politischen Vorgehensweisen in den EU-Mitgliedstaaten zu ermöglichen. CEDEFOP hat seinen Sitz in Thessaloniki, Griechenland, und ist das Referenzzentrum der Europäischen Union für berufliche Bildung. In dieser Funktion stellt es Informationen und Analysen zu Systemen, Politiken, Forschung und Praxis der beruflichen Bildung in der EU bereit.
Seine Hauptaufgaben sind:
- Weiterentwicklung und Koordinierung der Berufsbildungsforschung,
- Wissensmanagement und Berichterstattung,
- Austausch und Unterstützung von Partnern in der beruflichen Bildung,
- Information, Kommunikation, Verbreitung.

Sein Ziel ist der Aufbau und die kontinuierliche Aktualisierung eines Wissens- und Informationssystems für die berufliche Bildung. Mit dem Referenznetzwerk ReferNet werden das Wissen und die Kenntnisse aus den Mitgliedstaaten sowie Norwegen und Island unmittelbar genutzt. Die dezentrale Wissenserfassung und die koordinierte Wissensverarbeitung ermöglichen das grenzüberschreitende Wissenteilen (knowledgesharing) mit der interessierten Fachöffentlichkeit. Das CEDEFOP hat, um die Verlässlichkeit und Qualität der Information zu erfüllen, im Rahmen eines Ausschreibungsverfahrens in den einzelnen Ländern Konsortia ernannt.

## Konsortium
In Deutschland ist das Bundesinstitut für Berufsbildung (BIBB) Koordinierungsstelle des nationalen Konsortiums, das im Wesentlichen aus Institutionen der Arbeitsgemeinschaft Berufsbildungsforschungsnetz (AGBFN) besteht.
Die AGBFN ist der Zusammenschluss der deutschen Berufsbildungsforschung und fördert den Austausch von Forschungsergebnissen und -dokumentationen. Die Arbeitsgemeinschaft setzt sich aus folgenden Mitgliedern zusammen:
- Bundesministerium für Bildung und Forschung (BMBF)
- Bundesinstitut für Berufsbildung (BIBB)
- Institut für Arbeitsmarkt- und Berufsforschung der Bundesagentur für Arbeit (IAB)
- Landesinstitute
- Institute privater Trägerschaft
- Sektion für Berufs- und Wirtschaftspädagogik (BWP) der Deutschen Gesellschaft für Erziehungswissenschaften (DGfE)

## Aufgaben des ReferNet
Die Wahrnehmung der Aufgaben lassen sich in drei Schwerpunkte unterteilen:
- Dokumentation und Verbreitung von Informationen,
- Sammlung und Analyse von Informationen zu den nationalen Berufsbildungssystemen,
- Sammlung und Analyse von Informationen im Bereich der Berufsbildungsforschung.

'Im Einzelnen bedeutet dies:'
Die Generaldirektion Bildung der Europäischen Kommission erhält regelmäßig Berichte und Statistiken des CEDEFOP, die u. a. aus ReferNet-Quellen gespeist werden.
Die Beantwortung von nationalen und internationalen Anfragen sowie die Bearbeitung von Rechercheaufträgen und Literaturanforderungen sind wichtiger Bestandteil der Kommunikationsaufgaben im Rahmen des Netzwerkes.
Zur Verbesserung der Kommunikation wurden seit 2004 in nahezu allen Ländern zweisprachige (Landessprache und englische) ReferNet-Webseiten eingerichtet, die der Fachöffentlichkeit vielfältige Informationen bieten. Dort wird über Entwicklungen auf der europäischen Berufsbildungsebene berichtet.
Mit dem Wissensmanagementsystem eKnowVet bietet das CEDEFOP ein regelmäßig aktualisiertes Informationssystem zu den nationalen Berufsbildungssystemen der Mitgliedstaaten an, zu dem ReferNet Informationen zuliefert. Wesentlicher Bestandteil von eKnowVet sind Berichte und Analysen zu bestimmten Themen der Berufsbildung. Aktuelle Kurzbeschreibungen zu Berufsbildungssystemen der EU-Staaten werden jeweils anlässlich der Ratspräsidentschaft von den nationalen Konsortien in Zusammenarbeit mit dem CEDEFOP erstellt. Außerdem werden in jährlichem Wechsel jeweils auf nationaler Ebene ein Fortschrittsbericht zum Kopenhagen Prozess (Policy Report), sowie ein Forschungsbericht (Research Report) erarbeitet, deren Ergebnisse u. a. in die europäischen Syntheseberichte des CEDEFOP einfließen.